# مجمع البحرين ومطلع النيرين
مَجْمَعُ اَلْبَحْرَیْنِ وَمَطْلَعُ اَلنَّیِّرَیْنِ هو كتاب من تأليف فخر الدين الطريحي. وهو موسوعة لغوية تشرح المفردات الواردة في القرآن والأحاديث المنسوبة للمعصومين الأربعة عشر حسب اعتقاد الشيعة، وهو أول عمل شيعي في شرح الألفاظ الإشكالية في القرآن والحديث، حتى إن المؤلف حاول الإتيان بالمصادر السنية حتى لشرح الألفاظ.